# Laeosopis mudarra
Laeosopis mudarra är en fjärilsart som beskrevs av Ramon Agenjo Cecilia 1963. Laeosopis mudarra ingår i släktet Laeosopis och familjen juvelvingar. Inga underarter finns listade i Catalogue of Life.